# Jorunna
Jorunna es un género de moluscos nudibranquios de la familia Discodorididae.

## Diversidad
El Registro Mundial de Especies Marinas reconoce las siguientes especies en el género Jorunna:
- Jorunna alisonae Ev. Marcus, 1976
- Jorunna efe Ortea, Moro & Caballer, 2014
- Jorunna evansi  (Eliot, 1906)
- Jorunna funebris  (Kelaart, 1859)
- Jorunna ghanensis  Edmunds, 2011
- Jorunna glandulosa  Edmunds, 2011
- Jorunna hartleyi  (Burn, 1958)
- Jorunna labialis (Eliot, 1908)
- Jorunna luisae Ev. Marcus, 1976
- Jorunna onubensis Cervera, Garcia-Gomez & Garcia, 1986
- Jorunna osae Camacho-Garcia & Gosliner, 2008
- Jorunna pantherina  (Angas, 1864)
- Jorunna pardus Behrens & Henderson, 1981
- Jorunna parva  (Baba, 1938)
- Jorunna ramicola M.C. Miller, 1996
- Jorunna rubescens  (Bergh, 1876)
- Jorunna spazzola  (Er. Marcus, 1955)
- Jorunna spongiosa Alvim & Pimenta, 2013
- Jorunna tempisquensis Camacho-Garcia & Gosliner, 2008
- Jorunna tomentosa  (Cuvier, 1804)

- Jorunna atypha  Bergh, 1881 (nomen dubium)
- Jorunna maima  (Bergh, 1878)  (nomen dubium)

Especies cuyo nombre ha dejado de ser aceptado por sinonimia:
- Jorunna johnstoni  (Alder & Hancock, 1845) : aceptado como Jorunna tomentosa  (Cuvier, 1804)
- Jorunna lemchei  Ev. Marcus, 1976 aceptado como Gargamella lemchei  Ev. Marcus, 1976
- Jorunna malcolmi  Ev. Marcus, 1976: aceptado como Jorunna labialis  (Eliot, 1908)
- Jorunna marchadi  Risbec, 1956: aceptado como Asteronotus cespitosus  van Hasselt, 1824
- Jorunna zania  Ev. Marcus, 1976: aceptado como Jorunna funebris  (Kelaart, 1859)

## Galería

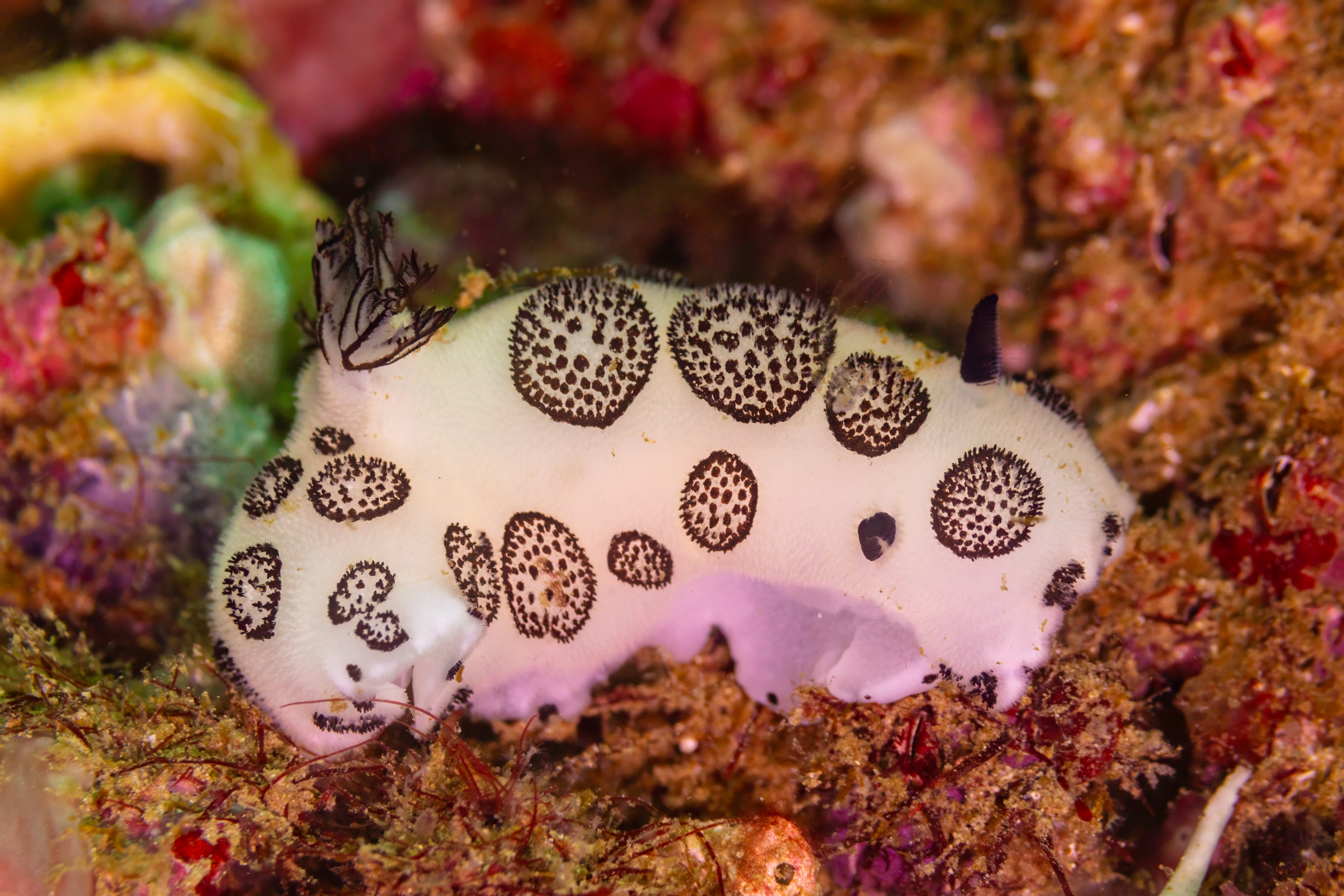
Jorunna funebris
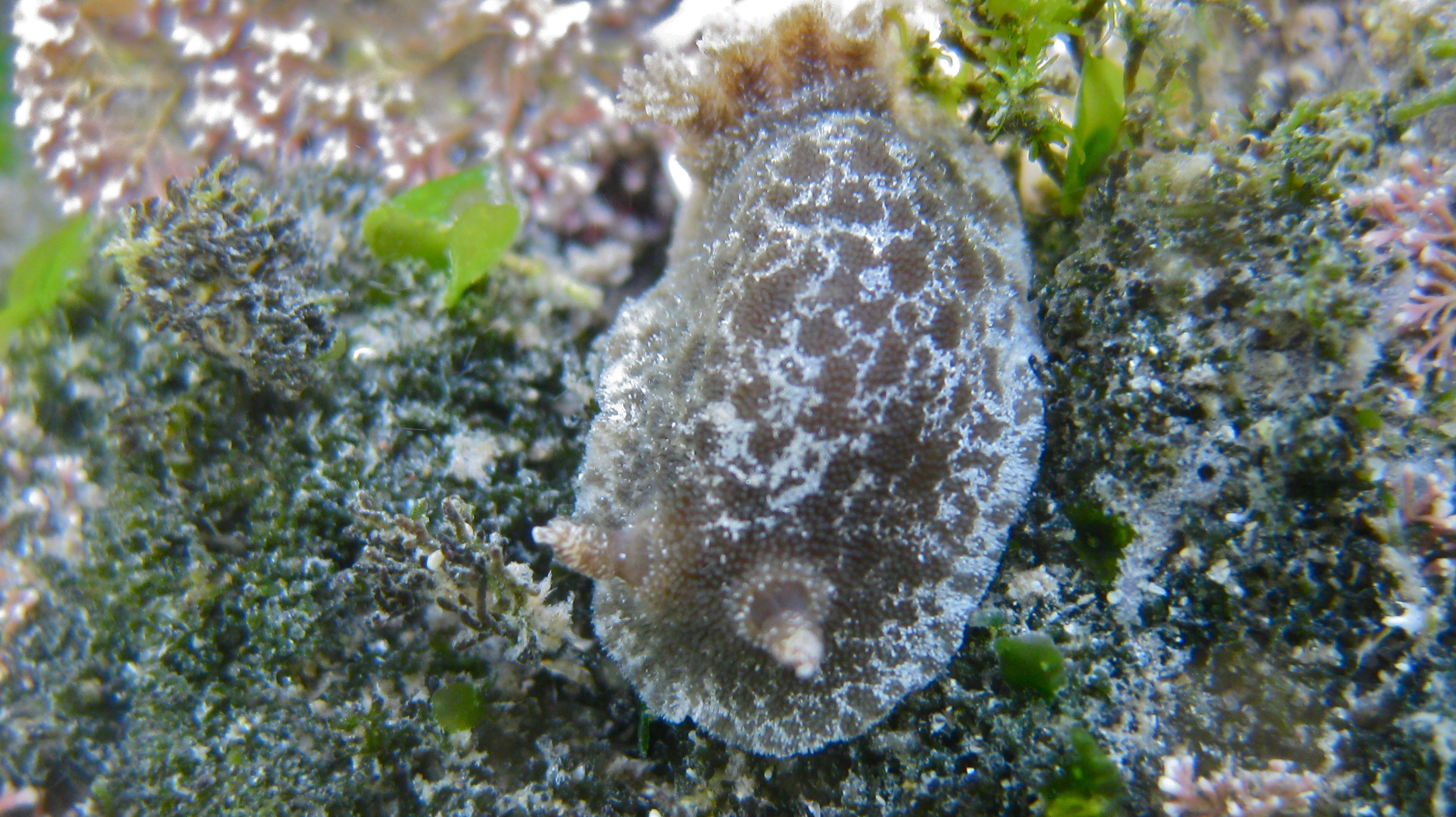
Jorunna pantherina
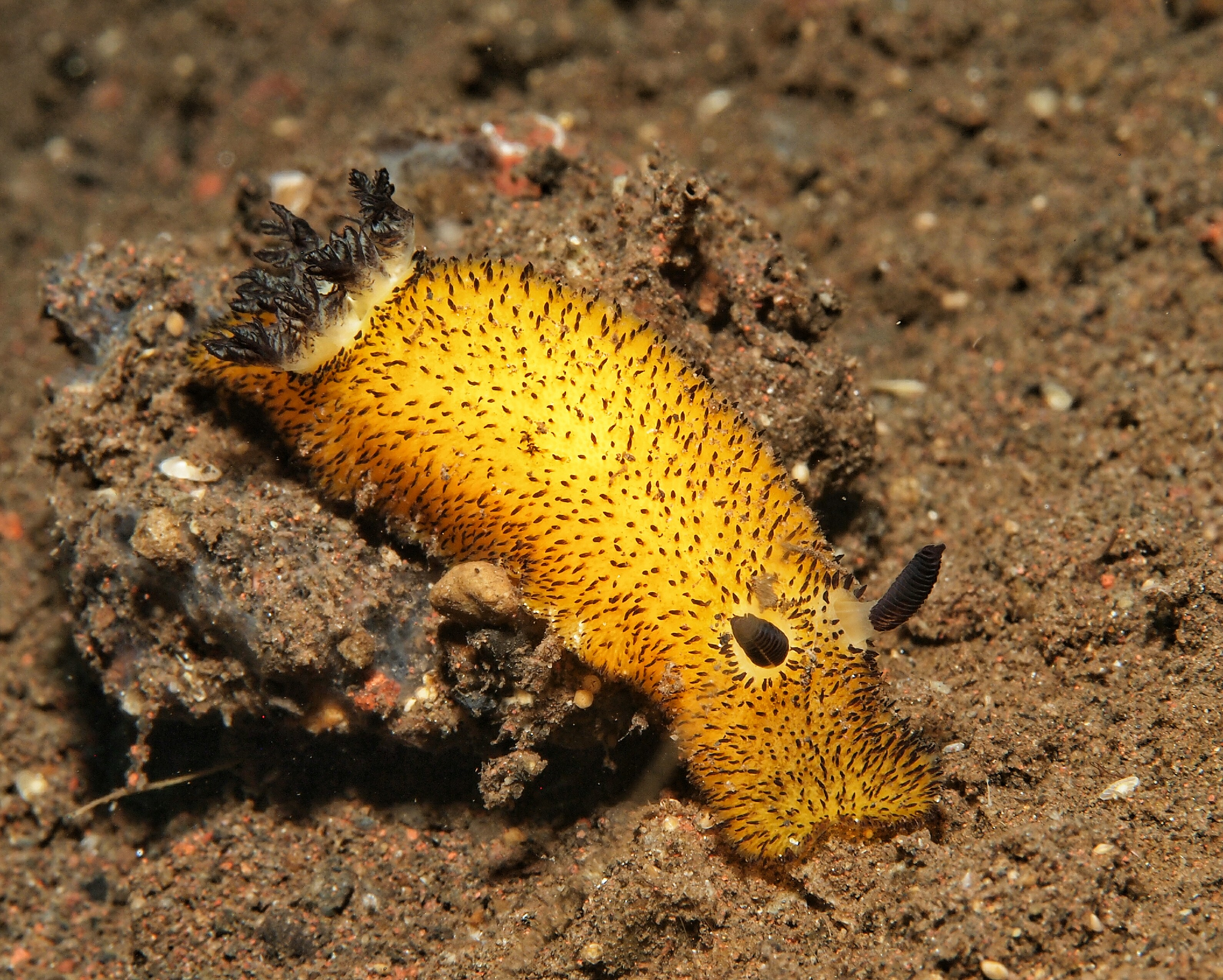
Jorunna parva
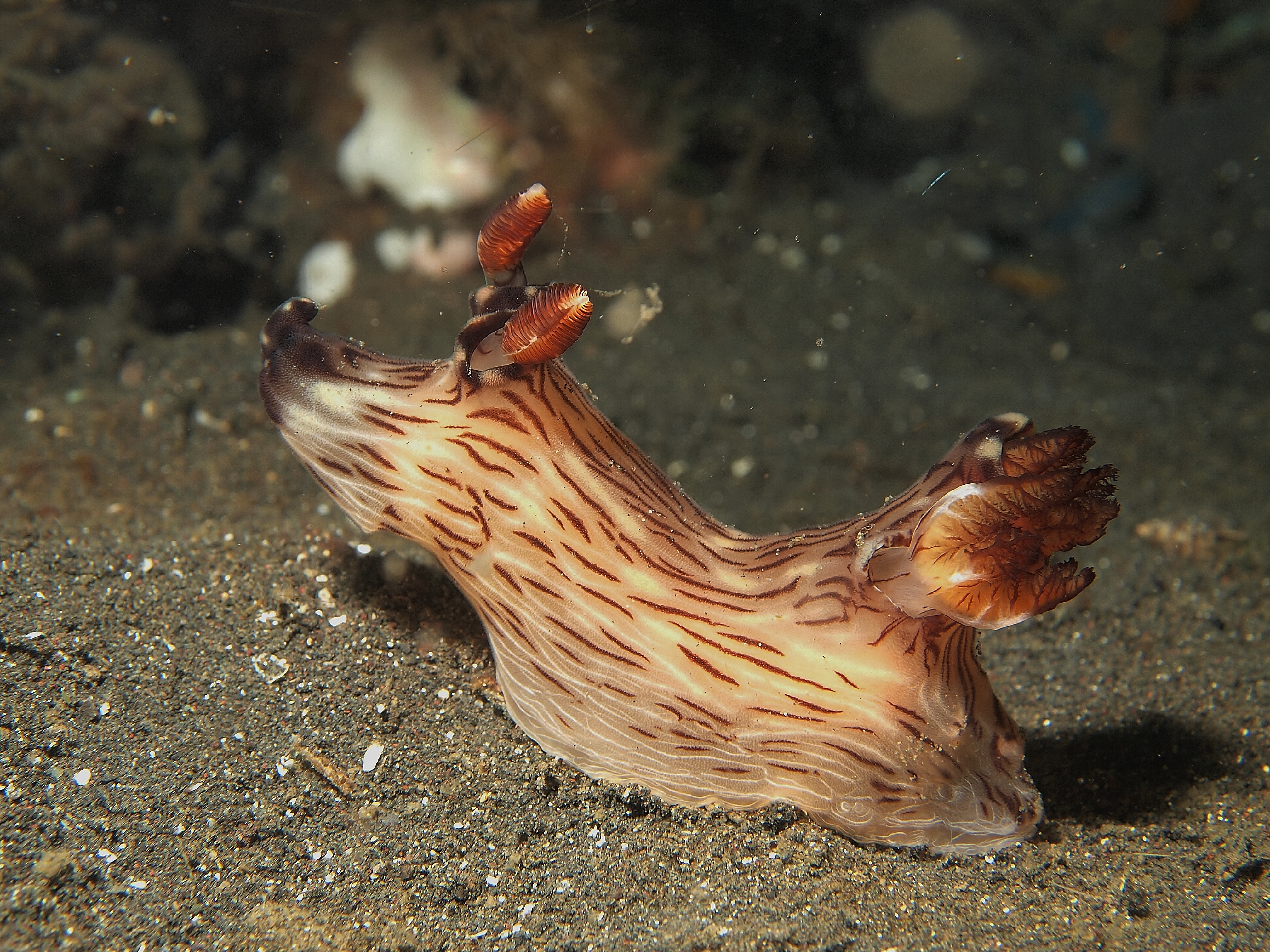
Jorunna rubescens
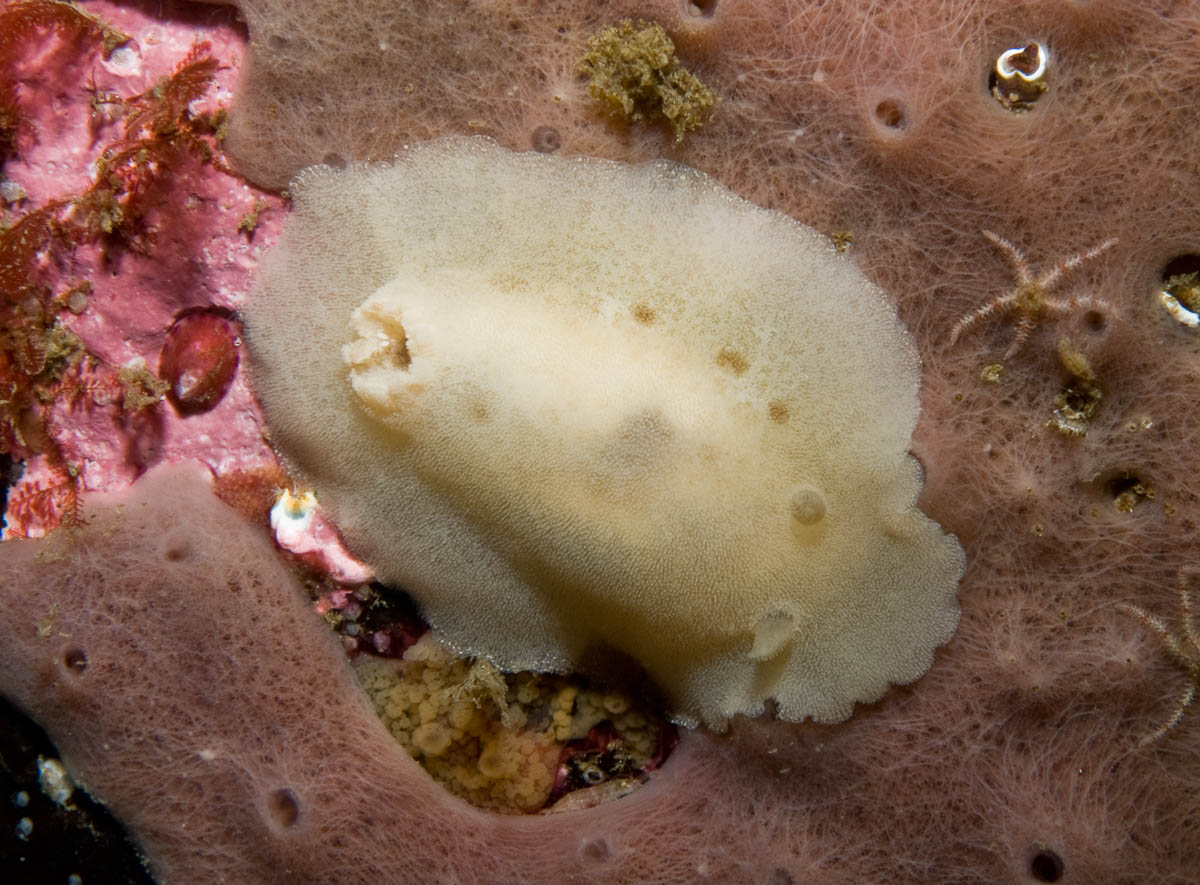
Jorunna tomentosa
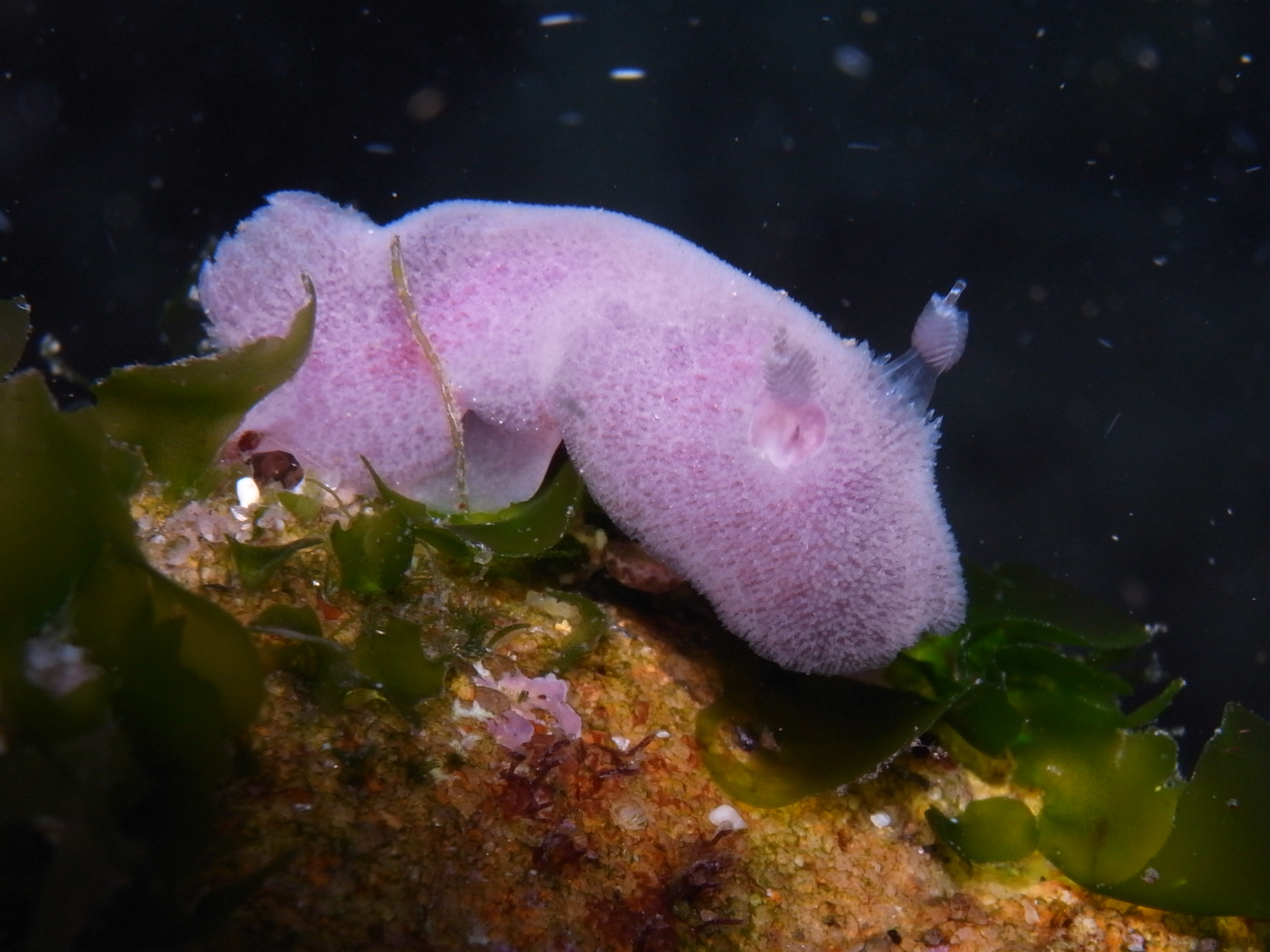
Jorunna sp 1
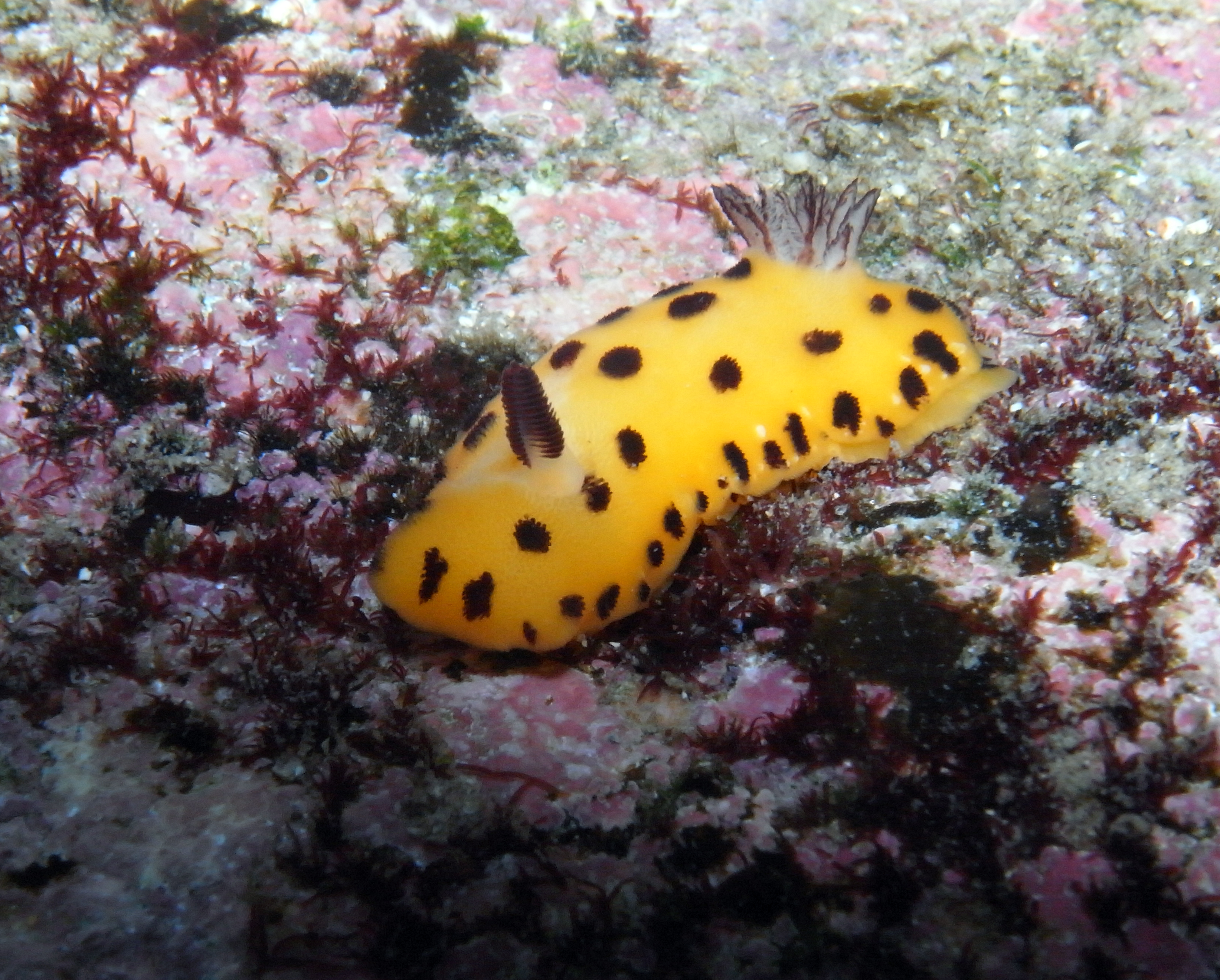
Jorunna sp 2